# Remioromen
Remioromen (レミオロメン) est un groupe de rock japonais, formé en 2000 et composé de Ryōta Fujimaki, Keisuke Maeda et Osamu Jinguji.

## Histoire
Le groupe se forme en décembre 2000. Ses membres affirment que le nom du groupe n'a aucun sens réel et qu'il n'est que le résultat de jeux de mots puériles. Le 25 novembre 2003, ils donnent leur premier concert à SHIBUYA-AX (salle de concert à Tokyo). Depuis ses débuts, le groupe a continuellement grimpé au sommet du classement Oricon (le top single japonais). À l'occasion de la sortie de leur single Sangatsu kokonoka (３月９日, « 9 mars »), les membres du groupe sont passés dans leur ville d'origine, dans la préfecture de Yamanashi, afin de se produire dans le gymnase de leur ancienne école. En 2005, Sangatsu kokonoka est utilisée dans le drama japonais One litre of tears en tant que chanson présentée par la chorale d'Aya (Erika Sawajiri), ainsi que Konayuki comme musique de thème. Ces deux chansons et le succès d'Un litre de larmes assurent alors la popularité du groupe si bien que Konayuki figure parmi les singles les mieux vendus au Japon en 2005. En 2006, leur troisième album, Horizon, reste numéro 1 des ventes pendant trois semaines consécutives dans le classement Oricon.
Tsubasa, la piste 1 de leur album Kaze no Chroma, sert de musique de fin à l'adaptation du manga sur le baseball Major.
Aux MTV Video Music Awards Japan 2006, le clip de Konayuki remporte la récompense de la meilleure vidéo pop.

## Membres
- Ryota Fujimaki (藤巻 亮太, Fujimaki Ryōta?) (né le 12 janvier 1980), vocaliste and guitariste.
- Keisuke Maeda (前田 啓介, Maeda Keisuke?) (né le 11 septembre 1979), joueur de guitare basse.
- Osamu Jinguji (神宮 司治, Jingūji Osamu?) (né le 5 mars 1980) joueur de batterie.

## Discographie

### Singles
- Ameagari (雨上がり?) (21 mai 2003) {#43 Oricon}
- Denwa (電話?) (20 août 2003) {#29 Oricon}
- Sangatsu kokonoka (3月9日?) (9 mai 2004) {#11 Oricon}
- Akashia (アカシア?) (19 mai 2004) {#17 Oricon}
- Moratorium (モラトリアム?) (12 janvier 2005) {#8 Oricon}
- Minami kaze (南風?) (9 février 2005) {#9 Oricon}
- Ao no sekai (蒼の世界?) (12 octobre 2005) {#2 Oricon}
- Konayuki (粉雪?) (16 novembre 2005) {#2 Oricon}
- Taiyō no shita (太陽の下?) (1er mars 2006) {#2 Oricon}
- Akanezora (茜空?) (14 mars 2007) {#3 Oricon}
- Hotaru (蛍?)/RUN (9 mai 2007) {#4 Oricon}
- Wonderful & Beautiful (12 décembre 2007) {#3 Oricon}
- Motto Tooku E (30 juillet 2008) {#6 Oricon}
- Yume no Tsubomi (7 janvier 2009) {#3 Oricon}
- Sakura (14 février 2009)
- Starting Over (15 juillet 2009) {#4 Oricon}
- Koi No Yokan Kara (恋の予感から?)  (25 novembre 2009) {#10 Oricon}
- Kachōfūgetsu (花鳥風月?)  (17 février 2010)
- Sangatsu Kokonoka {#8 Oricon}